# Funastrum rotundifolium
Funastrum rotundifolium är en oleanderväxtart som beskrevs av Rudolf Schlechter. Funastrum rotundifolium ingår i släktet Funastrum och familjen oleanderväxter. Inga underarter finns listade i Catalogue of Life.